# یونانیان کاپادوکیایی
یونانیان کاپادوکیایی یا کاپادوکیایی‌های یونانی یا به‌طور خلاصه تر کاپادوکیایی‌ها (یونانی: Ἕλληνες-Καππαδόκες, Ἑλληνοκαππαδόκες, Καππαδόκες; ترکی استانبولی: Kapadokyalı Rumlar) یک قوم یونانی هستند که بومی منطقه کاپادوکیا در مرکز-شرق آناتولی ،در استان نوشهر و اطراف این استان در ترکیه امروزی می‌باشند.این یونانی‌ها از دوران باستان در کاپادوکیا می زیستند. به دلیل جابه‌جایی‌های جمعیتی ترک‌ها و یونانی‌ها در دهه ۲۰ میلادی ،بیشتر یونانیان کاپادوکیا به کشور یونان رفتند. امروزه بسیاری از یونانیان پراکنده در دنیا نسبشان را به کاپادوکیا می رسانند.

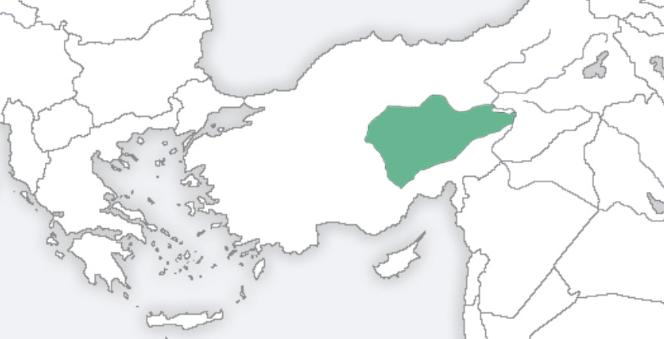
قسمت سبزرنگ،سرزمین یونانیان کاپادوکیا.

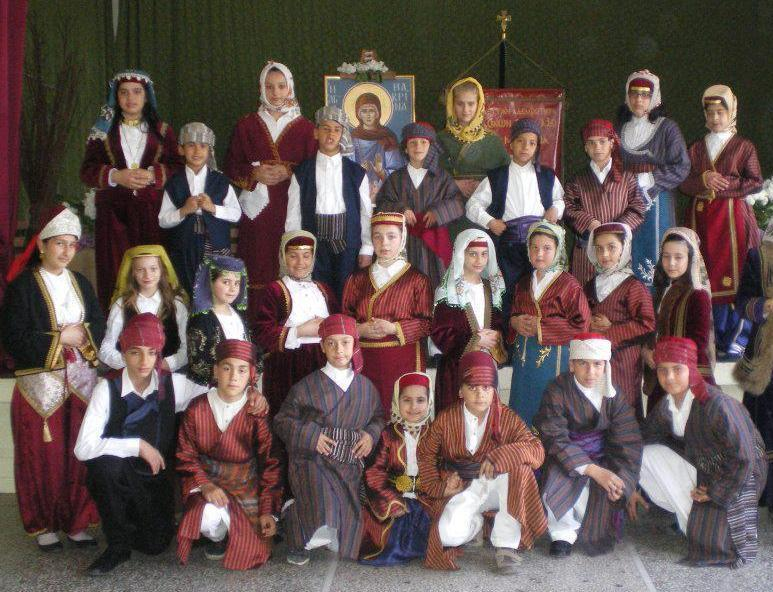
کودکان یونانی کاپادوکیایی در لباس سنتیشان،یونان.

## تاریخچه
سرزمینی که امروز به عنوان کاپادوکیا شناخته می‌شود را ایرانیان باستان با عنوان کاتپاتوکا می‌شناختند. نامی که نزد یونانیان به کاپادوکیا مبدل شد.
پیش از آمدن یونانیان به آسیای میانه این ناحیه در سلطه هیتی‌ها بود. یونانیان میسنی در حدود ۱۳۰۰ پیش از میلاد مراکز تجاری را در طول سواحل غربی پایه‌گذاری کردند و به زودی شروع به استعمار سواحل کردند. در عصر هلنیستی به دنبال تصرف آناطولی توسط اسکندر کبیر، یونانیان سکونت در مناطق کوهستانی کاپادوکیا را آغاز کردند. این مهاجرت‌ها در قرون دوم و سوم پیش از میلاد به حضور یونانیان در کاپادوکیا را مستحکم کرد.
پس از مرگ اسکندر کبیر اومنوس کاردیایی یکی از دیادوخوی‌های وی به عنوان ساتراپ کاپادوکیا منصوب شد، او سکونت‌های یونانی را پایه‌گذاری کرد و شهرها را برای همکاران خود گسترش داد.